# Madżid Dastan
Madżid Dastan (pers. مجید داستان ;ur. 1999) – irański zapaśnik walczący w stylu wolnym. 
Zajął piąte miejsce na mistrzostwach Azji w 2020. Brązowy medalista igrzysk solidarności islamskiej w 2021 roku.